# Ellinikí Radiofonía Tileórasi
Pour les articles homonymes, voir ERT.
Ellinikí Radiofonía Tileórasi (en abrégé ERT ; en grec moderne : Ελληνική Ραδιοφωνία Τηλεόραση, ΕΡΤ — « Radiodiffusion télévision grecque ») est le groupe audiovisuel public grec.
Il fait partie de l'Union européenne de radio-télévision et c'est un actionnaire fondateur d'Euronews.
Ellinikí Radiofonía Tileórasi (ERT), dont la partie télévisuelle a été fermée sans préavis par le gouvernement Samarás le 11 juin 2013 à 23 h 00 était financée à 88 % par la redevance.
Du 4 mai 2014 au 10 juin 2015, l'ERT est remplacé par la NERIT, un nouveau groupe audiovisuel plus restreint.
Le 11 juin 2015, après les élections qui ont amené un nouveau gouvernement au pouvoir, l'ERT est réinstaurée à la place de la NERIT.

## Histoire

### Années 1930/1940

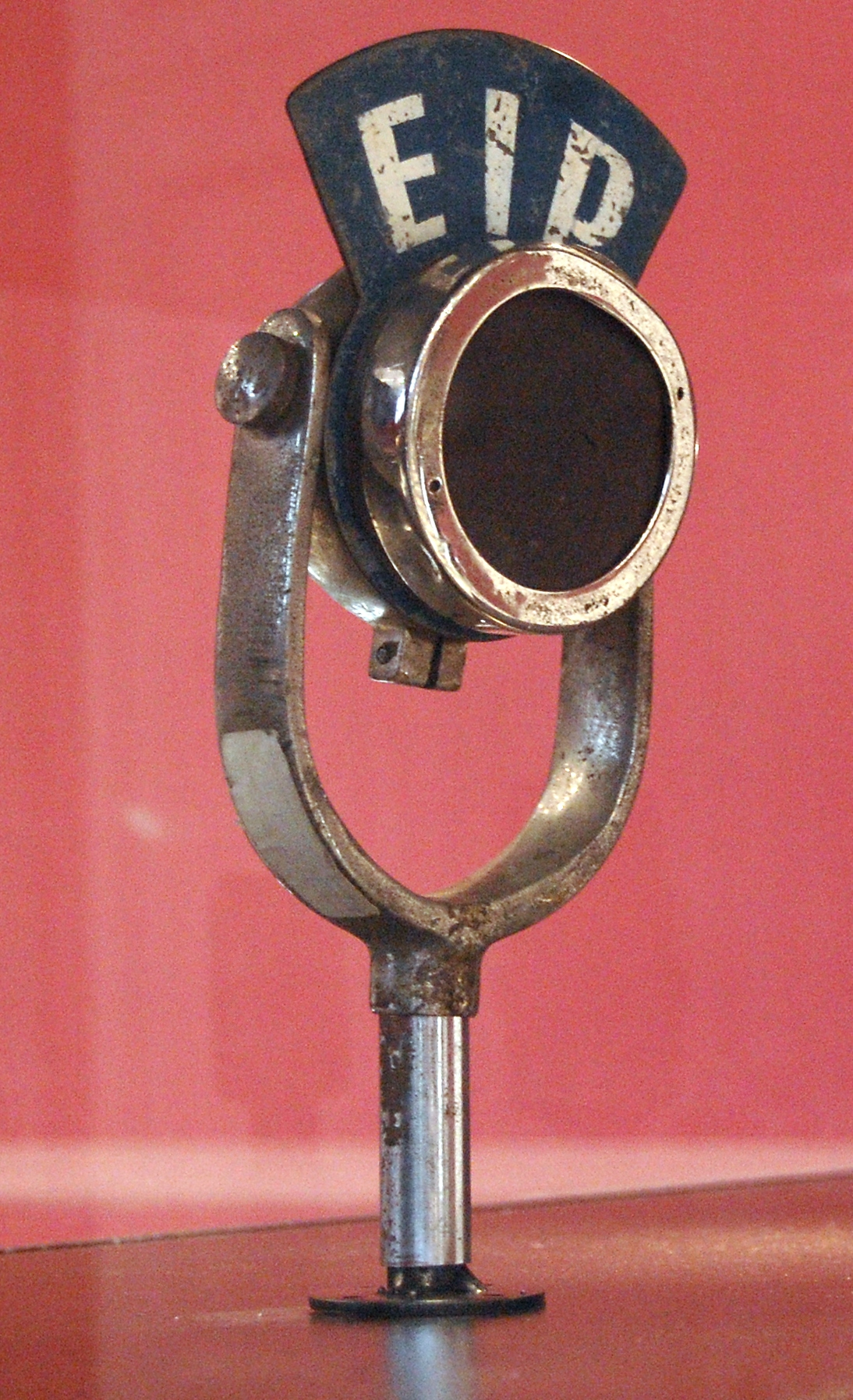
Micro de l'EIR, la première radio publique grecque.

Ellinikí Radiofonía Tileórasi commence à émettre des émissions de radio en 1938, depuis Athènes, sous le sigle EIR (Fondation de la Radiodiffusion hellénique). L'occupation de la Grèce par les puissances de l'Axe provoque l'arrêt des émissions mais qui reprennent à la libération du pays. Trois stations nationales, plus une station internationale à destination des Grecs expatriés, sont alors en service.

### Années 1950 et 1960
En 1950, l'EIR est une des 23 organisations fondatrices de l’Union européenne de radio-télévision. Les premières tentatives d'émissions de télévision ont lieu en 1965 puis le 23 février 1966, to próto kanáli (ERT aujourd'hui ET1), la première chaîne de télévision en langue grecque, commence à émettre.

### Années 1970, 1980 et 1990
En 1970, l'EIR change de nom pour devenir EIRT (Fondation de la Radiodiffusion et Télévision Hellénique). À cette date, il y a deux chaînes en Grèce : ERT et YENED (ΥΕΝΕΔ), la chaîne appartenant à l'armée grecque. Cette chaîne fait principalement la propagande de la dictature des colonels. En 1974, la YENED reste sous le contrôle de l'armée et conserve son nom. Au début des années 1980, YENED se transforme en ERT-2.
Le 14 décembre 1988, une troisième chaîne est lancée depuis Thessalonique proposant des émissions exclusivement consacrées au nord du pays. L'ERT3 est créée.
Durant les vingt premières années de son existence, l'ERT n'émettait que de 17h à minuit ou 2h du matin. Depuis 1997, les trois chaînes émettent 24 heures sur 24 qui débute par le journal, présenté par un animateur de TF1, Nikos Aliagas.

### Années 2000 à 2013
Ellinikí Radiofonía Tileórasi est l'un des principaux sponsors des Jeux olympiques d'été de 2004 à Athènes pour lesquels elle dispose aussi de l'exclusivité des retransmissions.
Il faut savoir que l'ERT retransmet les JO depuis ceux de Mexico en 1968 et a aussi l'exclusivité des compétitions d'athlétisme de l'IAAF. La redevance, prélevée sur les factures d'électricité à hauteur de 4,30 euros (en 2013), constitue l'essentiel des ressources financières du groupe public, qui a déjà dû subir des baisses draconiennes de ses subventions publiques depuis 2007, en même temps que la baisse de ses ressources publicitaires (face aussi à la concurrence des médias privés, car les chaines publiques ne représentent plus que 13,3% de l'audience cumulée des chaînes de télévision en Grèce, loin derrière la chaîne privée Méga avec 20 % ou la chaîne privée grecque Antenna 1 avec 17 %, et à peine plus que la chaîne privée Alpha TV avec 13,1 %, les chaînes internationales cumulant quant à elles 11,6 % de l'audience). Le groupe public et ses salariés disposent aussi de quelques autres fonds d'origine publique (notamment pour les droits sociaux et pour certains fonds de développement destinés à compenser des missions publiques dans l'éducation et, depuis 2008, d'une part accrue au financement privé par l'augmentation de ses espaces publicitaires, malgré la chute de ses audiences. En dépit de cela, l'ERT a été le premier groupe de télévisions grec à proposer une diffusion 24 heures sur 24 sur ses chaînes et le premier aussi à passer à la télévision numérique et à offrir une chaîne en haute définition (NET HD) au printemps 2011.

### Tentative de suppression en 2011
Le 19 août 2011, dans le contexte de la crise économique, et dans le cadre de ses économies budgétaires, le gouvernement Papandréou annonce la suppression prochaine pure et simple de la première chaîne de télévision publique ET1, dont l'audience a considérablement chuté au fil des années, et des chaînes publiques numériques Cine+ et Sport+ (des chaînes qui, comme leurs noms indiquent, sont consacrés respectivement au cinéma et au sport) ainsi que Prisma+ (une chaîne pour les malentendants), Cinesport+ (qui regroupera temporairement Cine+ et Sport+, avant de cesser elle aussi ses émissions), Studio+ (chaîne musicale en association avec la chaîne privée MAD TV) et Info+ (dont les activités dans l'information, seront jointes à celles de l'ancienne chaine ERT Sat pour former ERT World, et celles de la rédaction de NET). La radio publique ERA doit perdre un quart de ses émetteurs et plus de la moitié de ses stations locales. Les bâtiments à Athènes (où sont produits les émissions des chaînes ET1 et NET) et Thessalonique (ceux de la chaîne régionale ET3 diffusée cependant dans tout le pays) seront récupérés pour y loger des ministères. Les syndicats déclarent qu'ils vont s'opposer à ces mesures.

### Arrêt brutal le 11 juin 2013
Le 11 juin 2013, obéissant aux directives du gouvernement grec, qui continue d'être soumis à des pressions financières graves, le groupe ERT annonce que ses chaînes de télévision vont cesser d'émettre le soir même. 

Le gouvernement grec indique qu'il agit conformément aux obligations imposées par la troïka, version relayée par plusieurs médias et hommes politiques,. La Commission européenne publie alors un communiqué indiquant n'être en rien responsable de la fermeture de la télévision grecque,.
 
À la suite de cette fermeture, plus de 2 000 employés perdent leur emploi à l'ERT. Il est prévu que le gouvernement grec crée par la suite un organisme de plus petite taille (dont le nom proposé, provisoirement, serait NERIT pour New Hellenic Radio, Internet and Television (Νέα Ελληνική Ραδιοφωνία, Ίντερνετ και Τηλεόραση, ΝΕΡΙΤ), une société anonyme partiellement détenue et contrôlée par l'État grec, et non une société publique, mais pas encore légalement enregistrée. Le gouvernement Samarás annonce vouloir ne reprendre qu'environ un millier de salariés, mais dans un recrutement plus ouvert où les anciens salariés ne seront pas nécessairement prioritaires et en procédant à des évaluations de compétence et de productivité et sous des contrats résiliables comparables au privé et non plus des emplois publics. Le détail de l'impact de cette fermeture sur les services de radio et télévision des diffuseurs publics doit être annoncé. Il est annoncé que les employés de la télévision d'État vont protester contre la fermeture. Simos Kedikoglou, porte-parole du gouvernement grec Samarás, a confirmé le 11 juin 2013 que l'ensemble de l'audiovisuel public grec devait cesser ses activités le soir même à minuit heure grecque (23 h CET). C'est donc sans préavis que les chaînes sont finalement coupées, brutalement, peu avant 23h (heure locale) lorsque le principal émetteur numérique, situé en banlieue d'Athènes, formant le point de départ vers les autres émetteurs et les relais par satellite, est coupé avant même l'heure annoncée, une coupure qui a lieu en plein milieu d'une émission débattant de ce sujet.

Il est à noter que cette fermeture a été effectué uniquement par le gouvernement Samarás c'est-à-dire sans l'approbation du Parlement hellénique,,,.
Le 12 juin, à midi heure locale (11 h CET, 10 h UTC), les noms de domaine ert.gr, ert3.gr, voiceofgreece.gr et ert-archives.gr ont été supprimés sur le registre des noms de domaines grecs. Les sites web officiel de l'ERT sont donc devenu inaccessibles (dans les heures qui ont suivi selon les caches DNS des différents fournisseurs d'accès Internet) : les émissions en direct sur Internet de la première chaîne du groupe (ERT LIVE) ont cessé également, de même que la publication des articles d'actualité. Les courriels envoyés à la rédaction des chaines du service public, et destiné à ce nom de domaine, ne sont plus transmis non plus. Le même jour, les lignes téléphoniques des studios des chaînes de télévision et de radio sont coupées, les employés occupant les locaux non évacués travaillent alors avec leurs lignes téléphoniques mobiles personnelles. Certains autres émetteurs sont trouvés à Athènes et Patras pour diffuser le signal d'ET1 sur un nouveau canal (en analogique seulement, et non plus en numérique par les émetteurs précédents qui ont cessé d'émettre). Mais les émissions de NET, la chaîne la plus importante, ne sont pas reprises sur le réseau hertzien. Les autres sites liés au nom de domaine egr.gr (en tant que contact officiel) doivent fermer rapidement aussi (dont les pages officielles sur Facebook ou Twitter, dans le cas où leur contact officiel n'est plus joignable), s'ils ne sont pas transférés (ou vendus symboliquement) à une autre entité encore légalement existante (par exemple à une filiale de l'ERT située hors de Grèce, ou un syndicat des personnels de l'ERT). Les émissions en direct sont d'abord reprises sur Internet sur d'autres sites (dont celui de l'Université de Grèce),,
Enfin le site grec The Press Project soutient la position des journalistes de l'ERT et de ses syndicats, mobilisés pour préserver les actifs et les missions du groupe public ainsi que les droits des salariés. Tout en donnant des détails sur les justifications juridiques données par le gouvernement grec, il propose de continuer (provisoirement) la diffusion des émissions de la principale chaîne diffusée sur Internet, en cherchant des appuis auprès d'autres diffuseurs,. Une des radios du groupe public continue encore ses émissions sur certains émetteurs de la bande FM, malgré l'interdiction. Si les noms de domaine du groupe ont été suspendus le 12 juin sur les registres DNS de noms de domaines grecs, les serveurs web sont encore actifs et il est encore possible d'accéder au site www.ert.gr en créant une résolution locale de son nom vers son adresse IP, toujours fonctionnelle (on peut encore ajouter 141.101.126.253 www.ert.gr dans son fichier /etc/hosts, mais sans garantie que cette adresse IP restera fonctionnelle). Cependant cela ne permet que de consulter les articles mais pas de regarder le flux vidéo en direct de l'ERT LIVE ; ces sites d'information pourraient donc encore rouvrir, sous un nom de domaine différent, contrôlé par une organisation de salariés. Les émissions d'ERT LIVE relayées par d'autres sites Internet pourraient toutefois cesser aussi si ses studios à Athènes (occupés par le mouvement « #occupyERT » lancé par le personnel de l'ERT, relayé sur Twitter et soutenu par plusieurs télévisions publiques européennes) sont évacués de force, cela se produit ainsi à Thessalonique pour la chaîne ET3 qui n'est plus en mesure de diffuser le moindre signal.
Le groupe public subit toutefois depuis des mois (y compris en direct sur la chaîne NET le soir de la coupure) des attaques sur son train de vie et les salaires, jugés exorbitants, ou encore sur le manque d'assiduité au travail, de certains de ses dirigeants ou salariés (trop payés aux yeux de responsables du gouvernement et de certains Grecs subissant gravement la crise, y compris pour ceux travaillant dans le secteur public et dont les salaires ont été réduits plusieurs fois) et a ainsi été sommé de faire des efforts draconiens pour réduire ses dépenses (le montant de la redevance a aussi été abaissé face à la hausse déjà importante des taxes sur les factures d'électricité par lesquelles cette redevance est prélevée) sans abuser de son privilège lié à son mode de financement direct par tous les foyers grecs. Pourtant le montant de la redevance est taxé aussi lourdement que l'électricité et constitue une source de financement pour l'État grec, supérieure au montant des subventions publiques apportées au groupe.[réf. nécessaire]

### Incertitudes d'une possible reprise
Cette fermeture brutale est sans précédent dans le monde (même si d'autres chaînes de télévision publique ont pu fermer ou se restructurer, cela n'a jamais concerné la totalité d'un service public de radio et télévision). Le groupe public dispose pourtant d'un financement stable, garanti par le paiement d'une redevance mensuelle que le gouvernement grec ne veut plus fournir (mais que certaines autres collectivités ou groupements associatifs compensent partiellement sous forme d'aides depuis le début de la grave crise économique touchant la Grèce, dont les services publics, et surtout l'État lui-même, sont lourdement endettés). Malgré la crise, et ses difficultés financières liées à la réduction de son budget et la hausse de la concurrence, le groupe de radio-télévision public n'est finalement que peu endetté et parvenait à s'adapter. Dans la grave situation de crise de la Grèce, la facturation de la redevance avec l'électricité semble avoir été perçu comme un frein à la privatisation rentable des sociétés publiques gérant la distribution de cette énergie, la redevance audiovisuelle étant aussi dans le collimateur des restrictions budgétaires, le gouvernement ne voulant pas financer la mise en place d'un autre moyen de collecte (par exemple sur les taxes locales qui sont notoirement très mal et très inéquitablement collectées, par un service public fiscal qui subit aussi d'importantes réductions budgétaires pour son propre fonctionnement), ni faire payer les frais de cette collecte par des groupes privés qui reprendraient le réseau électrique national.
De plus le gouvernement semble devoir répondre aux pressions des groupes de télévision privés, qui souffrent autant de la réduction de leurs propres ressources publicitaires dans un pays en crise économique grave (où la concurrence par la télévision publique, qui dispose de ressources largement garanties, est jugée déloyale) que de la concurrence accrue d'Internet et des autres médias étrangers en tant que support de publicité. Ces groupes privés ont également très mal vécu l'introduction en 2008 de la publicité dans le service public (alors que ces recettes publicitaires engendrées sont restées très minimes dans les ressources du groupe public) : aucun de ces groupes privés n'a pu par exemple étendre sa couverture internationale de façon rentable (comme cela a été fait avec ERT World, le principal frein étant celui de la langue grecque elle-même) et aucun n'a investi réellement pour passer à la haute définition. Pourtant le groupe public assurait le financement en coproduction de programmes repris aujourd'hui par le secteur privé, qui n'a pas eu à les financer à la même hauteur en ponctionnant dans leurs propres ressources. Il n'est même pas garanti que la société parapublique prévue, la NERIT, pourra même naître pour reprendre une partie des activités abandonnées pendant des mois par un groupe public entièrement sacrifié, alors que, pendant ce temps, les groupes privés auront occupé le terrain laissé vacant (y compris celui de l'audience et des parts de marché publicitaire), sans pour autant accepter de prendre en charge les missions publiques (ni par exemple la diffusion des émissions religieuses, incompatibles avec la publicité) car le gouvernement ne les subventionnera pas. De plus, la NERIT renaîtrait sans biens, puisque les locaux de l'ERT doivent être repris par des ministères et que les compétences seront toutes parties ailleurs et coûteront alors plus cher à recruter.

#### Réactions
L’archevêque orthodoxe d'Athènes, dans un pays où l'orthodoxie est religion d'État, dénonce cette fermeture et soutient l'action des salariés du groupe public. En effet le groupe public ERT est le seul à diffuser les émissions religieuses très suivies, notamment en semaine sainte où la messe est diffusée tous les jours, ou encore par les Grecs expatriés pour lesquels l'ERT est souvent le seul lien avec leur langue et leur culture. Les chaînes privées n'ont aussi fait que peu d'efforts pour assurer leur diffusion hors du pays, alors que l'ERT pouvait être suivie par des spectateurs dans le monde entier, le plus souvent sans abonnement spécifique ou au sein de bouquets de programmes étrangers relativement économiques incluant au moins une chaîne du groupe, dont ERT World qui a cessé aussi d'émettre sur le satellite (en France par exemple, la chaîne était reprise dans leur bouquet de base par les opérateurs Free, Alice, SFR et Virgin Mobile, sans supplément d'abonnement, c'était la seule chaîne grecque proposée).
L'Union européenne de radio-télévision (UER) annonce également avoir pris contact avec d'anciens salariés d'ERT pour la reprise du signal d'ERT sur satellite, par l'octroi d'un canal subventionné par plusieurs sociétés publiques européennes de radiodiffusion qui soutiennent le maintien d'un service public de radio et télévision en langue grecque pour la Grèce. Des signaux sont désormais en place. De plus, un « live streaming » de l'ERT a été mis en place sur le site officiel de UER afin de permettre le visionnage depuis Internet, proposant une édition en continu couvrant notamment la coupure du service public grec. Le 12 juin, en soutien aux téléspectateurs grecs, la chaîne publique franco-allemande ARTE propose un journal d'actualité en langue grecque à 19h45 (heure française) sur une page de son site web. En Belgique, la RTBF (télévision publique belge francophone) et l'Union européenne de radio-télévision ont conjointement fait en sorte que le signal de l'ERT soit diffusé sur le réseau câblé en Wallonie et à Bruxelles.
Plusieurs groupes politiques et personnalités européennes déplorent la brutalité des politiques d'austérité conduites sous la pression de ses bailleurs de fonds internationaux, ou s'insurgent contre elle. Interpellée par le député européen Daniel Cohn-Bendit, la Commission européenne dément toute implication dans cette fermeture,,.

### Nouvelle télévision
Le 10 juillet 2013, une nouvelle télévision : la Télévision publique grecque (en grec moderne : Ελληνική Δημόσια Τηλεόραση) commence à émettre, de façon temporaire (films et documentaires seulement), sur les canaux jusque-là utilisés par ERT. Le 4 mai 2014, elle est remplacée par un organisme permanent : NERIT (Nouvelle télévision, radio et internet grecques) .
Puis, les chaînes NET et ET3 ainsi que ERA, recommencent à émettre de façon illégale sur Internet grâce au site The Press Project. En novembre 2013, NET cesse finalement sa diffusion sur Internet laissant ET3 et ERA seules à diffuser sur Internet.

### Réouverture de l'ERT en juin 2015
Après deux années de disparition, le groupe ERT a recommencé à émettre le 11 juin 2015, en remplacement de la NERIT.

### Critiques
La taxe audiovisuelle obligatoire était de 60 euros par an pour le service audiovisuel public en 2013 mais l'ERT n'a jamais publié de comptes certifiés en 30 ans.
Selon l'éditorialiste de gauche Yannis Pretenderis : « C’est l’organisme le plus corrompu et le plus dysfonctionnel de l’État » ; opinion partagée par plusieurs anciens haut responsables.
Dans une dépêche diplomatique révélée par WikiLeaks, l'ambassadeur des États-Unis à Athènes, Charles Ries, décrivait le paysage médiatique grec en 2006 ainsi : « À première vue, les médias grecs peuvent ressembler aux médias américains, avec un mélange de quotidiens sérieux et de tabloïds, des télévisions nationales et régionales, des stations de radios et des garanties constitutionnelles de liberté de la presse. Une observation plus approfondie révèle une industrie médiatique contrôlée par des magnats, dont les autres entreprises à succès leur permettent de financer leurs activités déficitaires dans les médias. Ces activités leur permettent d'exercer une influence politique et économique. » Quant aux relations entre médias, monde des affaires et gouvernement, « elles sont plus compliquées et incestueuses qu'entre les dieux, les demi-dieux et les hommes dans les mythes grecs ».

## Activités
Avant la fermeture, le groupe emploie 2 700 salariés, dispose de 3 chaines plus 2 par satellites et de 25 radios. L’ERT fait environ 4 % d’audience par chaîne, soit 12 % pour les trois chaînes.

### Radio
L’ERT gère un grand nombre de chaînes de radio via sa filiale Radio hellénique (el) (ERA, Ellinikí Radiofonía), fondée en 1988 et dont le siège est situé à Agía Paraskeví. Le logo de toutes les chaînes de la Radio hellénique est basé sur la chanson folklorique « Tsombanákos ímouna (el) » et est utilisé depuis le premier jour de diffusion de la Station de radio d'Athènes (el).

#### Chaînes à diffusion nationale
L’ERT diffuse quatre chaînes de radio sur l’ensemble du territoire grec :
| Canal                                       | Description | Date de première émission |
| ------------------------------------------- | --- | ------------------------- |
| Premier Programme (el) (Próto Prógramma)    | Radio d'informations et de débats. C'est la principale radio d'information de l'ERT, couvrant les domaines de la politique, de l'économie et de la culture, avec des sujets concernant la société et le territoire grec. Elle diffuse des émissions 24 heures sur 24 sur différents sujets nationaux ou internationaux. | 30 septembre 1938         |
| Deuxième Programme (el) (Déftero Prógramma) | Radio principalement musicale. Elle diffuse de la musique grecque et des débats, dans les domaines de la création culturelle contemporaine. | 11 mai 1952               |
| Troisième Programme (el) (Tríto Prógramma)  | Radio culturelle qui diffuse principalement de la musique classique, ainsi que des pièces de théâtre et de la poésie. | 19 septembre 1954         |
| ERA Sport (el)                              | Radio du sport, diffusant des bulletins d'informations générales et sportives. | 3 mai 1993                |

#### Chaînes à diffusion régionale
| Canal               | Description | Zone d’émission                                            | Date de première émission |
| ------------------- | --- | ---------------------------------------------------------- | ------------------------- |
| 102 FM (el)         | Le premier programme de la station de radio macédonienne qui diffuse depuis Thessalonique des programmes informatifs thématiques pour la région.           | Macédoine-Centrale                                         | 9 septembre 1988          |
| 95.8 FM (el)        | Le deuxième programme de la station de radio macédonienne qui diffuse depuis Thessalonique des programmes culturels thématiques de parole et de musique.   | Macédoine-Centrale                                         | 6 février 1994            |
| Kosmos 93.6 (el)    | Le sixième programme radiophonique de l'ERT en Attique, qui diffuse de la musique étrangère de tous les genres du répertoire et des émissions culturelles. | Attique, Macédoine-Orientale-et-Thrace, Péloponnèse, Sitía | 29 octobre 2001           |
| Zeppelin 106.7 (el) | Le septième programme radiophonique de l'ERT en Attique, qui diffuse de la musique étrangère.                                                              | Bassin de l'Attique (el), Icarie                           | 27 août 2021              |

#### Chaînes locales
L’ERT compte 19 stations régionales dans presque toute la Grèce. En outre, l’ERA (el) exploitait Filía 106.7 (el), qui était la station d'information multilingue adressée aux étrangers vivant en Grèce. Après la réouverture de l’ERT, son programme a fusionné avec Voix de la Grèce.

#### Chaînes à diffusion internationale
| Canal                                     | Description | Date d’émission |
| ----------------------------------------- | --- | --------------- |
| Voix de la Grèce (I foní tis Elládas)     | Station de radio mondiale destinée aux Grecs de l'étranger, avec des informations, des émissions et des émissions spéciales, à l'intérieur et à l'extérieur de la Grèce. | 1947            |
| Troisième programme en ondes courtes (el) | C'était la troisième radio d'ERT3 et diffusait depuis Thessalonique, comme ses deux autres stations (102 & 95.8).                                                        | 1994-2013       |

#### Webradios
| Désignation           | Description | Date de première émission                 |
| --------------------- | --- | ----------------------------------------- |
| Deuxième Laïka        | Station de radio thématique du deuxième programme avec un contenu exclusif de chansons folkloriques grecques.     | 11.05.2022                                |
| Kosmos Jazz           | Station de radio thématique de Kosmos 93.6 avec du contenu exclusif sur la musique jazz.                          | 20.05.2022                                |
| Troisième Maestro     | Station de radio thématique du Troisième programme avec un contenu exclusif sur la musique classique.             | 24.12.2022                                |
| Radio Eurovision      | Station de radio thématique avec des chansons au contenu exclusif du Concours Eurovision.                         | 16.02.2023 20.02.2024 (occasionnellement) |
| Deuxième traditionnel | Station de radio thématique du deuxième programme avec un contenu exclusif sur la musique traditionnelle grecque. | 16.04.2023                                |
| Radio Noël            | Station de radio thématique avec des chants de Noël au contenu exclusif.                                          | 26.11.2023 (occasionnellement)            |
| Radio Été             | Station de radio thématique avec des chansons d'été au contenu exclusif.                                          | 07.06.2024 (occasionnellement)            |

### Télévision
Les cinq chaînes de la télévision nationale se sont « spécialisées » :
| Logo | Chaîne | Date de création                             |
| ---- | --- | -------------------------------------------- |
|      | ERT 1 ERT1 (anciennement ERT puis ET1) est la première chaîne historique de Grèce. Il s'agit de la chaîne « phare » de l'ERT avec des contenus informatifs (actualités et programmes d'information) et multi-collectifs (émissions à contenu social, divertissement, séries télévisées, cinéma, grands événements, sportifs par exemple). La chaîne s'adresse au grand public.   | 23 février 1966                              |
|      | ERT 2 ERT2 (anciennement TED/YENED, chaîne de l'armée, puis ET2 et enfin NET) est une chaîne avec des programmes liés aux arts, à la culture, aux sciences, aux questions sociales, aux programmes de l'église, aux programmes pour enfants, aux documentaires, aux débats, aux films et aux divertissements. Elle s'adresse à un certain public, plutôt ciblé.                  | 27 février 1966                              |
|      | ERT 3 ERT3 (anciennement ET3) est une chaîne régionale à destination du nord de la Grèce et disposant ainsi de studios régionaux, même si elle diffuse sur l'ensemble du pays. Elle contient des émissions d'information avec des sujets concernant les différentes régions, mais aussi pouvant renforcer et favoriser les relations entre la Grèce et les pays voisins du nord. | 14 décembre 1988                             |
|      | ERT WORLD ERT World (anciennement ERT International puis ERT Sat) est une chaîne internationale pour les Grecs de l'étranger, qui diffuse des programmes sélectionnés dans toutes les chaînes de l'ERT. La chaîne diffuse principalement en ligne et en retransmission directe : « ERT WORLD », sur fr.live-tv-channels.org.                                                     | 1996                                         |
|      | ERT SPORTS ERT Sports est une chaîne consacrée au sport, diffusant des événements sportifs dont les droits sont détenus par l'ERT, ainsi que des émissions sportives. | 2011 (comme ERT HD), 2019 (comme ERT Sports) |

Les deux premières chaînes et la dernière émettent depuis le Radiomegaro à Agía Paraskeví en banlieue d'Athènes. La troisième est installée à Thessalonique. La quatrième est diffusée par satellite et par le site web de l'ERT (c'est souvent la seule chaîne grecque reçue à l'étranger). La cinquième est diffusée sur tout le territoire grec.

## Autres activités

### Internet
Le site principal de l'ERT est www.ert.gr, un portail d'information, qui fonctionne depuis le 23 mars 1998. Le site comprend également le service Internet ERT Web TV (aujourd'hui sous le nom ERTFLIX), qui permet de regarder des programmes TV et radio  en direct, ainsi que les programmes des 24 dernières heures. La présence en ligne de l'ERT comprend également ses archives numériques avec des diffusions "on demand" (sur demande).

ERTFLIX est un service en ligne d'ERT, hébergé sur Hybrid Broadcast Broadband Television ("HbbTV") qui est une nouvelle norme de diffusion permettant aux services Internet d'être intégrés aux téléviseurs en parallèle du programme de télévision ordinaire. La seule condition pour pouvoir profiter des services ERTFLIX à la télévision est d'avoir une Smart TV, modèle fabriqué depuis 2016, téléviseur connecté à Internet et doté de capacités "HbbTV". Le service est également disponible en ligne. Il a commencé le 4 décembre 2017 sous le nom d'"ERT Hybrid" et le 22 avril 2020, il a pris son nom actuel.

### Archives de l'ERT
Les archives de l'ERT constituent environ 80% des archives audiovisuelles de Grèce. Ce service a commencé ses travaux en 1990. En 2013, il a été remplacé par les « Archives DT », service alors placé sous la direction du ministère des Finances. En mai 2014, il passe sous la responsabilité de la NERIT. Le 11 juin 2015, le service revient sous la supervision de l'ERT.

### Ensembles musicaux
L'ERT a ses propres Ensembles musicaux : l'Orchestre Symphonique National (fondé en 1938) , l'Orchestre de Musique Contemporaine (fondé en 1954) et un Chœur (fondé en 1977). Jusqu'en 2008, il a organisé le Festival de la chanson de Thessalonique.

### Publications
L'ERT publie l'un des magazines grecs les plus anciens, Radiotileorasi (traduction : Radio-télévision). En août 2015, la direction d'ERT SA a annoncé sa décision de rééditer le magazine, ce qui n'a cependant pas eu lieu, mise à part son édition en ligne. En septembre 2017, il a été annoncé qu'il serait réédité gratuitement, sponsorisé par ELPE. Un mois plus tard, le 12 octobre, il est réédité avec le numéro anniversaire imprimé à quelques exemplaires. À partir du vendredi 29 décembre de la même année, le magazine est réédité pour une distribution gratuite dans les stations de métro d'Athènes et dans les succursales de la poste hellénique à Athènes et à Thessalonique.

### ERTnet SA
ERTnet SA (nom complet en français : « Réseau de diffusion numérique terrestre ERT – société anonyme ») est un organisme lié à l'ERT, chargé de la diffusion numérique terrestre des stations de télévision et radio ERT, ainsi que de toute radio/télévision nationale ou régionale qui désire se joindre au réseau.